# Zygmuntowo (powiat wyszkowski)
Zygmuntowo – wieś w Polsce położona w województwie mazowieckim, w powiecie wyszkowskim, w gminie Długosiodło. Ma status sołectwa.

## Historia
W latach 1921–1931 wieś leżała w województwie białostockim, w powiecie ostrowskim, w gminie Długosiodło. Według Powszechnego Spisu Ludności z 1921 roku wieś zamieszkiwało 144 osoby, 71 było wyznania rzymskokatolickiego, 59 ewangelickiego, a 14 mojżeszowego. Jednocześnie 83 mieszkańców zadeklarowało polską przynależność narodową, 48 niemiecką, a 13 żydowską. Było tu 29 budynków mieszkalnych. Miejscowość należała do parafii rzymskokatolickiej w Długosiodle i ewangelickiej w Paproci Dużej. Podlegała pod Sąd Grodzki w Ostrowi Mazowieckiej i Okręgowy w Łomży; właściwy urząd pocztowy mieścił się w Długosiodle.
W wyniku agresji III Rzeszy na Polskę we wrześniu 1939 wieś znalazła się pod okupacją niemiecką i do wyzwolenia należała do Landkreis Ostenburg w Regierungsbezirk Zichenau.
W latach 1975–1998 miejscowość należała administracyjnie do województwa ostrołęckiego.
Wierni Kościoła rzymskokatolickiego należą do parafii św. Rocha w Długosiodle.
W 1998 mieszkało tu 114, w 2002 – 118, w 2009 – 119 osób, zaś według spisu powszechnego z 2011 107 osób. Z kolei według spisu powszechnego z 2021 wieś zamieszkiwały 104 osoby.